# Eugalta yunnanensis
Eugalta yunnanensis är en stekelart som först beskrevs av He 1996.  Eugalta yunnanensis ingår i släktet Eugalta och familjen brokparasitsteklar. Inga underarter finns listade i Catalogue of Life.